# Reposaari (del av en ö)
Reposaari är en del av en ö i Finland. Den ligger i sjön Orivesi och i kommunen Libelits i den ekonomiska regionen  Joensuu ekonomiska region  och landskapet Norra Karelen, i den sydöstra delen av landet, 300 km nordost om huvudstaden Helsingfors. Öns största längd är 5,7 kilometer i nord-sydlig riktning.